# Wet Wet Wet
I Wet Wet Wet  sono un gruppo scozzese di musica pop rock e soul, con forti influenze blues e jazz. Il loro singolo Goodnight Girl scalò le classifiche britanniche nel 1992. Tra 1987 e 2008, i Wet Wet Wet hanno piazzato 13 singoli nella Top 10 britannica, mentre, per quanto riguarda gli album di studio, tra 1987 e 1997, hanno ottenuto tre numero 1 e due numero 2. La formazione, rimasta invariata nel corso degli anni, comprende Marti Pellow, Tommy Cunningham, Graeme Clark e Neil Mitchell. Un quinto membro non ufficiale, Graeme Duffin, collaborò con i Wet Wet Wet sin dall'inizio della carriera.

## Storia del gruppo musicale

### Gli anni ottanta
Il quartetto si forma alla Clydebank High School di Clydebank, in Scozia, nel 1982, con il nome "Vortex Motion". «La scelta era tra il crimine, la disoccupazione, il calcio o la musica, e noi scegliemmo la musica», dichiarò Cunningham.
Graeme Clark e Tommy Cunningham s'incontrano sull'autobus della scuola e diventano grandi amici. L'amico in comune Neil Mitchell, incoraggiato dalla positività dei due amici, promette di suonare le tastiere non appena riuscirà a mettere da parte abbastanza soldi con la consegna dei giornali. Per completare il quartetto, Clark si rivolge a Mark McLachlan. Così ricorda Clark: «Durante la pausa, andavamo dietro la cucina a fumare, e in un angolo c'era questo tipo che parlava pochissimo, ma quando cantava, tutti stavano lì ad ascoltarlo».
Con la formazione al completo, hanno inizio le prove nella cucina della signora Clark. Con McLachlan alla voce, lo stile del gruppo prende pian piano forma: le influenze spiccatamente soul del cantante (derivanti dalla collezione di dischi di sua madre) — Otis Redding, Aretha Franklin e Al Green; l'amore di Clark per i Clash, Elvis Costello e il reggae; la propensione di Cunningham per la musica degli anni sessanta — The Beatles, Long John Baldry, Roy Orbison e altri; e i gusti musicali di Mitchell, che comprendono praticamente di tutto, da Stevie Wonder e Jimmy Webb agli ABC e Burt Bacharach.
Anche locali come discoteche e club in genere esercitano la loro dose d'influenza sulla giovane band, dominati come erano all'epoca dal cosiddetto sound di Philadelphia tipico di Barry White, The O'Jays e The Three Degrees, nonché dalle sonorità dance di New York tipiche di Donna Summer, Sister Sledge, Chic, etc.
Successivamente, il gruppo cambia nome, diventando Wet Wet Wet, dal verso di una canzone degli Scritti Politti, intitolata Gettin', Havin' and Holdin', e McLachlan adotta il nome d'arte Marti Pellow.
Il secondo chitarrista, Graeme Duffin, si unisce ai Wet Wet Wet nel 1983. Precedentemente, faceva parte di una band anni settanta di Glasgow chiamata New Celeste, che incide tre album prima di sciogliersi definitivamente. Il gruppo aveva uno stile basato su una miscela di folk, rock e jazz.
Dopo aver ottenuto un contratto con la casa discografica PolyGram nel 1985, la band ottiene il suo primo successo due anni dopo, nel 1987, con il primo singolo, Wishing I Was Lucky, che raggiunge il Numero 6 nella classifica britannica. «Ero in fila in un negozio di fish and chips a Glasgow quando la passarono su Radio Clyde», ricorda Cunningham. «Provai l'istinto di gridare a tutti: 'Ehi, quelli siamo io e i miei compagni di gruppo!' È stata una sensazione incredibile, che non ho mai dimenticato».
Anche l'album di debutto, Popped In Souled Out, diventa un grande successo, dando origine ad altri tre singoli: Sweet Little Mystery, Temptation e Angel Eyes (Home and Away). I Wet Wet Wet suonano anche come band di supporto per il tour britannico di Lionel Richie.
Nel 1986, il gruppo aveva già contribuito a una compilation in cassetta, intitolata Honey at the Core, con il brano Home and Away, poi rielaborata in Angel Eyes (Home and Away). La raccolta comprendeva altri gruppi di Glasgow allora esordienti, tra cui Deacon Blue e Hue and Cry.
Nel 1988, i Wet Wet Wet ottengono la loro prima Numero 1, con una cover di una brano dei Beatles, With a Little Help from My Friends, registrata per beneficenza per la ChildLine. Un'altra canzone dei Beatles, She's Leaving Home, viene abbinata al pezzo del quartetto a formare un doppio lato A, interpretata da Billy Bragg. Nello stesso anno, viene pubblicato un secondo album, appropriatamente intitolato The Memphis Sessions, contenente per lo più alcuni brani poi inseriti in Popped In Souled Out, nelle rispettive versioni originarie, prodotte a Memphis, negli USA prima di diventare famosi.
L'anno seguente, il gruppo pubblica il terzo album, Holding Back the River, un altro successo, il cui primo estratto è forse il brano più famoso, Sweet Surrender. Il long playing, che fa un utilizzo più marcato di archi e altri arrangiamenti classici, ottiene un'ottima accoglienza. Alla fine del 1989, Pellow contribuisce al singolo di beneficenza della Band Aid II, la nuova versione di Do They Know It's Christmas?.

### Gli anni novanta
Nel 1992, la band pubblica il quarto album di studio, intitolato High on the Happy Side, che genera la loro seconda Numero 1 con il singolo Goodnight Girl, come accennato, l'unico dei tre singoli Numero 1 scritto dal quartetto stesso. Il brano rappresenta una specie di ancora di salvezza, visto che i primi due estratti dal lavoro non erano riusciti a raggiungere posizioni molto alte in classifica, nonostante gli eccellenti risultati ottenuti nel complesso dal long playing, che raggiunge addirittura la vetta della classifica britannica, impresa riuscita soltanto all'album di debutto, Popped In Souled Out, e al successivo Picture This, trascinato da Love Is All Around. In totale, verranno estratti cinque singoli dal disco uscito il 27 gennaio del 1992.
Il giorno dopo l'uscita, il 28 gennaio, l'album viene ripubblicato in una doppia edizione speciale, contenente anche un intero album di cover, intitolato Cloak & Dagger (letteralmente: «cappa e spada»), attribuito alla band fittizia Maggie Pie & The Impostors (letteralmente: «la gazza ladra e gli impostori»), formata dai quattro Wet Wet Wet ufficiali e dal secondo chitarrista, il quinto membro non ufficiale, ma sempre presente fin dal 1983. Questo secondo disco non contiene brani notissimi, ma mostra chiaramente le influenze del gruppo scozzese, che sembra non temere di nascondere le proprie fonti (in alcuni casi, fin troppo evidenti).
Verso la fine del 1993, esce la prima raccolta di successi del gruppo, End of Part One: Their Greatest Hits. La compilation contiene diciotto tracce, tra cui le inedite Shed a Tear e Cold Cold Heart, registrate appositamente per la collection ed estratte entrambe come singoli promozionali.
Nel 1994, i Wet Wet Wet ottengono quello che fino ad oggi è stato il loro più grande successo in assoluto su formato singolo, con la cover di un brano del gruppo The Troggs, Love Is All Around, una hit internazionale di enormi proporzioni, che trascorre ben quindici settimane in vetta alla classifica britannica. Proprio una settimana prima che il singolo eguagliasse il record di singolo con più settimane trascorse al Numero 1 della Official Singles Chart, tuttora detenuto dal canadese Bryan Adams con la sua (Everything I Do) I Do It for You, Pellow farà pressioni per bloccare subito la promozione del singolo, affermando di non poterne più del primato del brano e di aver sentito varie lamentele da parte del pubblico al riguardo.
In ogni caso, il singolo non sarebbe riuscito a infrangere il record di Bryan Adams: nei negozi, infatti, c'erano ancora numerose copie invendute del pezzo, scivolato al Numero 2 la settimana dopo la decisione di interromperne la promozione e rimasto comunque nella UK Top 40 per il resto dell'anno. Love Is All Around viene utilizzata anche per la colonna sonora del film Quattro matrimoni e un funerale che, con il suo successo, fornisce al brano altrettanta pubblicità e diffusione internazionale. Nell'elenco ufficiale dei singoli più venduti di tutti i tempi nel Regno Unito, reso noto nel 2002, la canzone figura al Numero 12.
Il brano ricompare anche nell'album del 1995, Picture This, il sesto lavoro di studio per i Wet Wet Wet, da cui provengono vari altri singoli di successo, tra cui la Numero 3 Julia Says, altri due Top 10 (entrambi Numero 7) e due Top 20. Il long playing, pur se di pregevole fattura e ben accolto dai critici, finirà per vivere nella lunga e ingombrante ombra proiettata da Love Is All Around - che, tra l'altro, raggiunge il Numero 1 in classifica anche in Australia. Dall'album vengono estratti in totale 6 singoli, considerando anche Love Is All Around, in realtà uscita quasi un anno prima e poi inserita nel successivo lavoro a lungo respiro.
In questo periodo, il gruppo diventa pure lo sponsor ufficiale che compare sulle magliette del Clydebank F.C., la squadra di calcio della città natale di Marti Pellow. Per il resto degli anni novanta, la band manterrà un folto séguito nel Regno Unito, nonostante i successi di classifica su formato singolo diventeranno più sporadici. Il settimo album di studio, dall'appropriato titolo di 10 del 1997, raggiunge il Numero 2 in classifica, celebrando il decennio trascorso dai Wet Wet Wet costantemente al top.
Dopo il tour promozionale per 10, i membri del gruppo discutono seriamente a proposito della divisione delle royalties. Fino ad allora, i proventi ottenuti dalla vendita dei dischi erano sempre stati equamente divisi per quattro. Un giorno, Cunningham si presenta a quello che pensa sia un normale incontro di gruppo, per scoprire invece che gli altri tre intendono cambiare politica e pagare di meno il batterista. Così, Cunningham lascia la band, formando poi The Sleeping Giants. Nel 1999, anche Pellow se ne andrà, per entrare in un programma di riabilitazione e combattere una grave dipendenza da eroina, provocando così l'inevitabile scioglimento del gruppo, rimasto in breve tempo senza cantante e senza batterista.

### Il nuovo millennio
Pellow riuscirà a liberarsi della sua dipendenza e ritornerà a farsi vedere in pubblico nel 2001, con il suo primo album da solista, Smile.
Nel marzo 2004, la band si riforma in sordina, per lavorare a un ottavo album. Nel novembre 2004, viene estratto un nuovo singolo, All I Want, dalla seconda raccolta di successi del gruppo, Wet Wet Wet: The Greatest Hits, pubblicato una settimana dopo. Il mese seguente, ha inizio un tour britannico di successo.
Nel luglio 2005, i Wet Wet Wet si esibiscono al Summer Weekender Festival in Inghilterra, e saranno uno dei gruppi principali a prendere parte al Live 8 di Edimburgo in Scozia.
Nel settembre 2006, The Mail on Sunday dà in omaggio, per due settimane consecutive, due CD contenenti esibizioni live dei Wet Wet Wet, con dieci brani in ciascun volume. Il Volume 1 comprende Sweet Little Mystery, Goodnight Girl, All I Want, Love Is All Around, Somewhere Somehow, Wishing I Was Lucky, I Don't Wanna Fight Anymore, Sweet Surrender, Angel Eyes (Home and Away) e East of the River. Il Volume 2 ripropone invece With a Little Help from My Friends, Julia Says, Hold Back the River, (Feels Like I'm) Walking on Water, Lip Service, Don't Want to Forgive Me Now, Gypsy Girl, Temptation, I Can Give You Everything e Learn From Each Mistake. In queste performance, oltre al fedele Graeme Duffin alla chitarra, ci sono anche Paul Spong alla tromba, Neil Sidwell al trombone e Jamie Talboy al sassofono.
Nell'ottobre 2006, Graeme Clark scrive sul sito web ufficiale del gruppo che il nuovo album, che doveva essere pubblicato nel 2004, uscirà invece alla fine del 2006 o all'inizio del 2007.
Il 31 dicembre 2006, i Wet Wet Wet suonano come gruppo principale alle celebrazioni per lo Hogmanay di Aberdeen (il tipico capodanno scozzese). Suonano per un'ora, proponendo tredici brani.
Il 5 novembre 2007 esce il singolo Too Many People, mentre il 12 novembre esce l'album da cui è tratto, Timeless. Il singolo e l'album precedono il nuovo tour, di cui viene dato un assaggio con il concerto tenuto a Newmarket, ad agosto. In preparazione per la tournée, il gruppo annuncia anche che suonerà in due date acustiche a Glasgow e Londra, nel mese di novembre. Weightless, il secondo singolo estratto dall'album, esce il 4 febbraio del 2008 e arriva fino al Numero 10, regalando loro la loro prima Top 10 in undici anni. Il singolo sarà però protagonista di un altro primato, stavolta negativo, scendendo rovinosamente dal Numero 10 al Numero 96 in classifica, da una settimana all'altra, diventando così il singolo di sempre dalla discesa più rapida in classifica nel Regno Unito, battendo il precedente record, che era detenuto dal gruppo The Wedding Present, con il singolo del 1992, Come Play with Me.

## Formazione

### Membri ufficiali
- Marti Pellow (Clydebank, 23 marzo 1965) - voce solista
- Thomas "Tommy" Cunningham (Drumchapel, 22 giugno 1964) - batteria
- Graeme Clark (Glasgow, 15 aprile 1965) - basso
- Neil Mitchell (Helensburg, 8 giugno 1965) - tastiera

### Membri non ufficiali
- Graeme Duffin (28 febbraio 1956) - chitarra

## Discografia

### Album in studio
- 1987 - Popped In Souled Out
- 1988 - The Memphis Sessions
- 1989 - Holding Back the River
- 1992 - High on the Happy Side
- 1995 - Picture This
- 1997 - 10
- 2007 - Timeless
- 2021 - The Journey

### Album live
- 1990 - Live Glasgow Green Free Concert
- 1990 - Wet Wet Wet: Live
- 1993 - Wet Wet Wet: Live at the Royal Albert Hall
- 1993 - Wets at the Castle
- 1993 - Wet Wet Wet: Live at the Royal Albert Hall
- 1995 - Picture This - All Around and in the Crowd
- 1997 - Playing Away at Home

### Album di cover
- 1992 - Cloak & Dagger

### Raccolte
- 1993 - End of Part One: Their Greatest Hits
- 1994 - Part One
- 2004 - Wet Wet Wet: The Greatest Hits

### Singoli
- 1987 - Wishing I Was Lucky
- 1987 - Sweet Little Mystery
- 1987 - Angel Eyes (Home and Away)
- 1988 - Temptation
- 1988 - With a Little Help from My Friends/She's Leaving Home
- 1989 - Sweet Surrender
- 1989 - Broke Away
- 1990 - Hold Back the River
- 1990 - Stay with Me Heartache (Can't Stand the Night)
- 1991 - Make It Tonight
- 1991 - Put the Light On
- 1991 - Goodnight Girl
- 1992 - More than Love
- 1992 - Lip Service
- 1993 - Blue for You/This Time
- 1993 - Shed a Tear
- 1993 - Cold Cold Heart
- 1994 - Love Is All Around
- 1995 - Julia Says
- 1995 - Don't Want to Forgive Me Now
- 1995 - Somewhere Somehow
- 1995 - She's All on My Mind
- 1996 - Morning
- 1997 - If I Never See You Again
- 1997 - Strange
- 1997 - Yesterday/Maybe I'm in Love
- 2004 - All I Want
- 2007 - Too Many People
- 2008 - Weightless

## Videografia
- 1987 - Video Singles
- 1992 - High on the Happy Side
- 2004 - Wet Wet Wet: The Greatest Hits and More